# Al-Kabri
Al-Kabri (arab. الكابري) – nieistniejąca już arabska wieś, która była położona w Dystrykcie Akki w Mandacie Palestyny. Wieś została wyludniona i zniszczona podczas I wojny izraelsko-arabskiej, po ataku sił żydowskiej organizacji paramilitarnej Hagana w dniu 21 maja 1948 roku.

## Położenie
Al-Kabri leżała na zachodnich zboczach wzgórz Zachodniej Galilei, w odległości 12,5 km na północny wschód od miasta Akka. Według danych z 1945 do wsi należały ziemie o powierzchni 3130,1 ha. We wsi mieszkało wówczas 1520 osób.
| Własność gruntów | Powierzchnia gruntów [ha] |
| ---------------- | ------------------------- |
| Arabowie         | 2366,9                    |
| Żydzi            | 4,5                       |
| publiczne        | 501,5                     |
| Razem            | 3130,1                    |

| Rodzaj użytkowanych gruntów | Arabowie [ha] | Żydzi [ha] |
| --------------------------- | ------------- | ---------- |
| uprawy oliwek               | 54            | -          |

## Historia
Badania archeologiczne odkryły pozostałości osadnictwa ludzkiego pochodzące z neolitu. Jednak stałe struktury mieszkalne starożytnego miasta Tel Kabri pojawiły się około XXV wieku p.n.e. Obszar miasta wynosiła ponad 32 ha, które były otoczone wałem ziemnym o wysokości 7 metrów i szerokości 35 metrów. Na wale wzniesiono wieże strażnicze. Było to najważniejsze kanaanejskie miasto-państwo Zachodniej Galilei. W jego centrum znajdował się dwupiętrowy pałac monarchy. Miasto było połączone z portem morskim położonym przy Achziw. Utrzymywało stałe kontakty handlowe z Egiptem i Kretą. Miasto zostało opuszczone z nieznanych przyczyn w XVI wieku p.n.e. Zachowało się ono w stosunkowo dobrym stanie, głównie dzięki temu, że na jego miejscu nie założono żadnego innego miasta. Od 1983 roku prowadzone są tutaj badania archeologiczne.
Później, w okolicy tej powstała arabska wieś al-Kabri, która była wzmiankowana już w XII wieku przez krzyżowców pod nazwą Cabra. Na początku XV wieku arabski historyk al-Maqrizi wymienił wieś jako al-Kabira. W 1291 roku sułtan Al-Aszraf Chalil przeznaczył dochody ze wsi al-Kabri na rzecz organizacji charytatywnych w Kairze. Tutejsze źródła wody były wykorzystywane do zasilania w wodę pobliskiego miasta Akka. W tym celu wybudowano wodociąg. W wyniku I wojny światowej w 1918 roku cała Palestyna przeszła pod panowanie Brytyjczyków. W kolejnych latach żydowskie organizacje syjonistyczne wykupywały tutejsze grunty od arabskich właścicieli. Al-Kabri była wówczas dużą wsią, w której znajdował się meczet oraz szkoła podstawowa dla chłopców.

Przyjęta 29 listopada 1947 roku Rezolucja Zgromadzenia Ogólnego ONZ nr 181 przyznała te tereny państwu arabskiemu. Podczas wojny domowej w Mandacie Palestyny w 1948 roku w okolicy stacjonowały siły Arabskiej Armii Wyzwoleńczej, które paraliżowały żydowską komunikację w całej Galilei. W nocy z 31 stycznia na 1 lutego 1948 roku grupa szturmowa Palmach zaatakowała wieś i wysadziła dom należący do wpływowej arabskiej rodziny al-Husajni. Po tym wydarzeniu część klanu al-Husajni uciekła do sąsiedniego Libanu. W dniu 27 marca 1948 roku żydowska organizacja paramilitarna Hagana wysłała konwój w celu wzmocnienia obrony oblężonego kibucu Jechi’am. Wpadł on jednak w zasadzkę przy wiosce al-Kabri, i został rozbity (zginęło 47 żydowskich bojowników). Podczas I wojny izraelsko-arabskiej Izraelczycy w nocy z 20 na 21 maja 1948 roku opanowali wieś al-Kabri. wieś zajął 21 Batalion Brygady Karmeli, której żołnierze dopuścili się masakry ludności cywilnej. Według relacji ocalonych, zabito wówczas około 6 mieszkańców wsi. Następnie wyburzono wszystkie domy.

Niepotwierdzona palestyńska publikacja cytuje relację incydentu według dowódcy 21 Batalionu, Dov Jirmija: 
„Kabri została zdobyta bez walki. Prawie wszyscy mieszkańcy uciekli. Jeden z żołnierzy, Jehuda Reszef, który razem z bratem byli jednymi z nielicznych ocalonych z konwoju Jechiam, odnaleźli kilku młodych ludzi, którzy nie uciekli. Prawdopodobnie było ich siedmiu. Rozkazali im wykopać jakieś rowy, a następnie zastrzelili ich z karabinu maszynowego. Kilku zginęło, ale niektórzy ranni zdołali uciec. Dowódca batalionu nie zareagował. Reszef był odważnym żołnierzem i jako ocalony z konwoju Jechiam cieszył się specjalnym statusem w batalionie. Później awansował do stopnia generała brygady. Usprawiedliwiał swoje działanie jako akt zemsty”.

Ocalona ze wsi kobieta, Amina Muhammad Musa, przedstawiła następującą relację: 
„Ja i mój mąż opuściliśmy Kabri przed upadkiem ... O świcie [następnego dnia], gdy mój mąż przygotowywał się do porannej modlitwy, minął nas nasz przyjaciel Raja i wzywał, abyśmy dalej uciekali ... Nie długo później napotkaliśmy Żydów ... Zabrali nas i kilkoro wieśniaków ... w opancerzonym samochodzie do wsi. Tam przesłuchiwał nas żydowski oficer, który przyłożył pistolet do szyi mojemu mężowi i pytał się: „Jesteś z Kabri?” Żydzi zabrali mojego męża, Ibrahima Dabaja, Hussajna Hassan al-Khubaizaha, Khalilaa l-Tamlawi, Osmana Iban As'ad Mahmuda i Raję. Resztę wypuścili ... Oficer podszedł do mnie i powiedział, abym nie płakała. Spaliśmy w nocy w sadach wioski. Następnego dnia rano, razem z Umm Hussajn poszłam do wsi ... Na drodze na plac wioski spotkałam Umm Taha. Płakała i powiedziała: „Idź dalej, a zobaczysz swojego zabitego męża.” Znalazłam go. Został postrzelony w tył głowy”.

## Miejsce obecnie
Tereny wioski al-Kabri przejęły kibuce Kabri, Gaton i En Ja’akow. Palestyński historyk Walid Chalidi, tak opisał pozostałości wioski al-Kabri: „Wszystko co pozostało po wiosce, to fundamenty i rozdrobniony kamienny gruz, które porastają ciernie, chwasty i krzewy”.